# Антош, Иштван

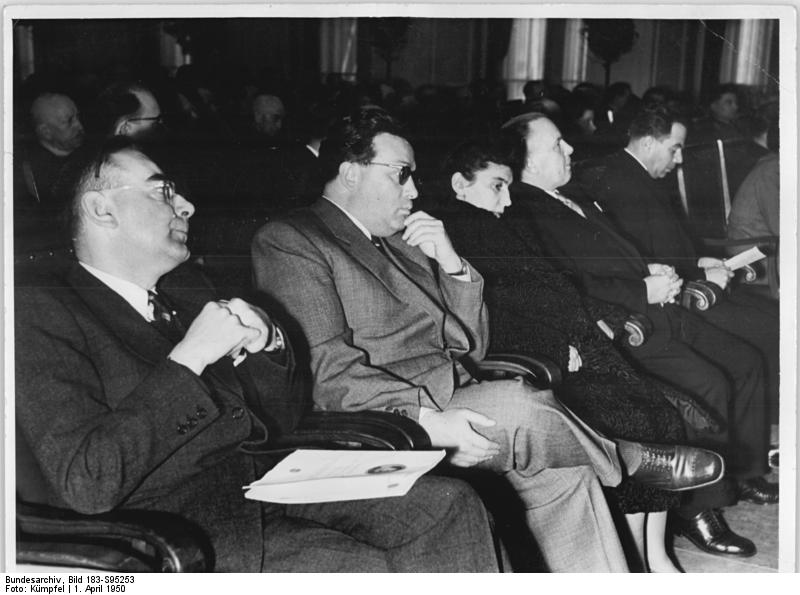
Иностранные гости на открытии в Доме ГДР выставки «Новый путь Венгрии» (слева направо): Луи Фюрнберг (Чехословакия), румынский посланник Баланесен с супругой, польский посол Изидорчик и Иштван Антош

Антош Иштван (венг. Antos István; 25 июня 1908 года, Трнава― 5 января 1960 года, Будапешт) ― венгерский политик, учёный-экономист. Министр финансов Венгерской народной республики в 1957―1960 гг. 

## Биография
Антош Иштван родился в семье железнодорожного инженера. В 1930 году окончил факультет экономики Венгерского королевского университета, а в 1932 году получил докторскую степень. В 1938 году открыл типографию. Также работал аудитором. В 1930-х годах финансово поддерживал венгерских коммунистов. В феврале 1945 года стал членом Венгерской коммунистической партии. Был назначен генеральным аудитором Центра финансовых институтов, а затем стал генеральным секретарем Национального экономического совета. С 23 ноября 1945 года по 27 января 1951 года занимал пост государственного секретаря по политическим вопросам в Министерстве финансов, участвуя в подготовке стабилизации форинта и разработке первого трёхлетнего плана. В августе 1946 года он стал правительственным уполномоченным Государственного банка, а 27 января 1951 года был назначен заместителем министра финансов. В 1954 году стал профессором Экономического университета. С 25 апреля 1955 года по октябрь 1956 года возглавлял планово-финансовый отдел ЦК Венгерской партии трудящихся, с 16 ноября 1956 г. был первым заместителем министра финансов Венгерского революционного рабоче-крестьянского правительства, а с 9 мая 1957 г. и до своей смерти ― министром финансов. Также был членом Центрального комитета Венгерской социалистической рабочей партии с 29 июня 1957 года и до 5 декабря 1959 года. Был избран членом парламента 15 мая 1949 года по общенациональному списку Народного фронта независимости Венгрии, а затем ― по Будапештскому списку Народного патриотического фронта и занимал свой пост до самой смерти.

## Память
С 1968 по 1990 год нынешняя улица Бадьоливар в XIV районе Будапешт носила имя Антоша.

## Сочинения
- A Magyar Nemzeti Bank kamatpolitikája (1932)
- A korlátolt felelősségű társaság könyvvitele, mérlege és adóügyei (1938)
- Ipari vállalatok könyvvitele és kalkulációja (1938)
- Közgazdasági politika (1941)
- Közgazdaságtani kérdések (1942)
- Infláció vagy jó pénz? (1946)